# Berkheya mackenii
Berkheya mackenii là một loài thực vật có hoa trong họ Cúc. Loài này được (Harv.) Roessler mô tả khoa học đầu tiên năm 1959.